# Асимилация (социология)
Вижте пояснителната страница за други значения на Асимилация.
Асимила́ция в социологията и етнологията означава процес, при който част от социума (или целия етнос) губи своите отличителни черти и ги заменя с други, най-често заимствани от друг етнос.
Това се проявява в езика, религията и изобщо в културата.
Асимилацията може да има доброволен характер – увлечение по друга по-развита или привлекателна култура, подпомагана от междунационални и междуонфесионални бракове. Също така може да има и принудителен (насилствен) характер – вследствие от завоевание, изтребление, външно преселение, законодателство и др.

## Примери

### Религиозни
- християнизация
- ислямизация

### Етнически
- американизация
- арабизация
- японизация
- албанизация
- българизация
- германизация
- маджаризация
- македонизация
- русификация
- славянизация
- сърбизация
- тюркизация
- елинизация

### Други
- латинизация